# Lúthien
Lúthien  (lit. ‘hija del crepúsculo’ en sindarin), también llamada Tinúviel por Beren (‘ruiseñor’ en sindarin), es un personaje de ficción creado por el escritor británico J. R. R. Tolkien para las historias de su legendarium, en particular de El Silmarillion. Se trata de una elfa hija del rey Thingol y de Melian, la maia, que después de terminada la búsqueda del Silmaril prefirió volverse mortal para compartir el destino de su amado Beren, un hombre.

## Historia
Lúthien nació en la Tierra Media durante las Edades de los Árboles y fue el ser más hermoso que jamás hubiera habitado Arda, y que jamás volvería a hacerlo.

...y allí, en el bosque de Neldoreth, nació Lúthien, y las blancas flores de niphrendil se adelantaron para saludarla como estrellas de la tierra.

Lúthien vivió en Doriath, como hija del rey Thingol durante cientos de años antes de conocer a Beren el cual atravesó de forma inexplicable las defensas del reino («El cerco de Melian») y se encontró accidentalmente con ella mientras ésta cantaba bajo los árboles. Se enamoraron y estuvieron encontrándose en secreto hasta que Daeron el Bardo los descubrió y forzó a Lúthien a presentar al mortal ante el trono de su padre.
Thingol se opuso desde el principio a su relación con un hombre mortal. Durante este primer encuentro, tras la sorpresa de descubrir la identidad y la raza del extraño, Thingol, que no deseaba que su hija se relacionara con un hombre mortal, le impuso como condición para desposar su mano una tarea que consideró imposible: robar uno de los Silmarilli que brillaban encastrados en la corona de hierro de Morgoth en Angband y traérselo «en la mano». Thingol pensaba que, ante este objetivo esencialmente inalcanzable, Beren desistiría; pero no fue así. Beren aceptó el desafío y tras despedirse de Lúthien emprendió su tarea.
Primero viajó a encontrarse con Finrod Felagund, que lo reconoció como heredero de Barahir, con el cual tenía una deuda y le ofreció su ayuda, a pesar de considerar su tarea imposible. En efecto, ambos fueron capturados y retenidos en la fortaleza de Sauron.
Entre tanto, Lúthien, que estaba siendo estrechamente vigilada por su padre, consiguió escapar tejiendo con su propio cabello un oscuro vestido mágico. Tras su huida de casa de su padre, se encontró con Huan, un sabueso de Valinor, y con Celegorm y Curufin, elfos noldor hijos de Fëanor. Sin embargo, tras mostrarse ante ellos, pensando que había encontrado unos aliados, Celegorm se enamoró de ella y la llevó engañada a Nargothrond, donde una vez de nuevo se encontró encerrada. Huan se apiadó de ella y la ayudó a escapar, conduciéndola a la fortaleza de Sauron en su espalda, a modo de corcel.
Al llegar a la fortaleza Lúthien liberó a Beren gracias a su poderosa magia y a la ayuda de Huan, sin embargo ya era tarde para Finrod. Tras su huida, estuvieron vagando por los bosques, pero Beren sentía la necesidad de cumplir la tarea encomendada por Thingol así que aprovechó el sueño de Lúthien para marcharse de nuevo. Al despertar, Lúthien, de nuevo con la ayuda de Huan y unos disfraces de licántropo y murciélago, siguieron sus pasos. Beren maldijo entonces su promesa a Thingol, pero comprendió que no podía persuadir a Lúthien de no compartir su destino.
Tras llegar a la fortaleza de Morgoth Lúthien hizo de nuevo uso de su magia para dormir a todos los habitantes, con excepción de Morgoth, pero este quedó deslumbrado por la belleza de la elfa y se dejó adormecer por su canto. En ese momento, Beren cortó un Silmaril y escaparon, aunque a la salida de Angband el licántropo Carcharoth le arrancó a Beren la mano derecha, y con ella el Silmaril, con lo cual a partir de ese momento se le conoció como Erchamion, que significa ‘el manco’. A su regreso a Doriath, Beren mostró el brazo con la mano arrancada y afirmó que había cumplido su tarea, ya que el Silmaril estaba en ese momento en su mano faltante (y dentro del estómago de Carcharoth). Thingol finalmente accedió al matrimonio, llegando incluso a sentar a Beren junto a él.
En tanto, debido al dolor que le causa el Silmaril, Carcharoth se volvió loco y causaba estragos en todas las tierras por las que pasaba. Por eso, Beren, junto con otros en Doriath, decidió ir a darle muerte, lo que consiguió. Al abrir las entrañas de Carcharoth, consumidas por la luz del Silmaril, los elfos encontraron que la joya estaba todavía en la mano de Beren, intacta e incorruptible. Sin embargo, Beren resultó también mortalmente herido en la lucha con el monstruo de Morgoth:

...Lúthien les salió al encuentro andando lentamente...
 ...abrazó a Beren, y lo besó, pidiéndole que la esperara más allá del Mar Occidental.

Desolada, Lúthien le pidió a Beren que la esperase en las Estancias de Mandos, adonde van las almas mortales después de la muerte, y ella misma fue languideciendo hasta morir. Al llegar a la morada de los muertos, con sus tristes cantos conmovió por primera y única vez a Mandos, que hizo a Lúthien la siguiente oferta:

Por causa de sus fatigas y sus dolores, podría abandonar a Mandos e ir a Valinor, para morar allí hasta el fin de los días. Allí no la seguiría Beren. Porque no les estaba permitido a los Valar evitarle la muerte que es el don de Ilúvatar a los Hombres. Pero la otra elección posible era la que sigue: regresar a la Tierra Media y llevar consigo a Beren para morar allí otra vez, mas sin ninguna seguridad de vida o alegría. Ella se volvería entonces mortal y estaría sometida a una segunda muerte, lo mismo que él, y antes de no mucho abandonaría el mundo para siempre y su belleza no sería más que un recuerdo en el canto.

Luthien decidió compartir el destino de Beren y juntos volvieron a la vida. Regresaron primero a Doriath, y fueron entonces a vivir a los bosques de Ossiriand, a Tol Galen en el río Adurant (lugar al que los eldar llamaron desde entonces Dor Firn-I-Guinar, ‘la tierra de los muertos que viven’). No se supo cuándo abandonaron el mundo ni dónde reposaron por última vez.
Beren y Lúthien tuvieron un hijo, Dior el Hermoso, también referido como «el heredero de Thingol». De él descendieron los medio elfos y posteriormente los reyes de los Númenóreanos y el resto de los dúnedain.
Lúthien fue la más hermosa de los elfos, y también fue una de las más poderosas, pudiendo con su magia hechizar al propio Morgoth (y también a su discípulo Sauron). De entre todos los elfos, sólo ella murió realmente, al compartir voluntariamente el destino de los Segundos Nacidos para estar junto a Beren; aunque algunos de sus descendientes medio elfos siguieron su camino: Elros, hermano de Elrond y primer rey de los Numenóreanos; y Arwen, hija de Elrond, que se decía había traído de nuevo a la Tierra Media la belleza de Lúthien, y que decidió la mortalidad por su amado, el dúnadan Aragorn, rey de Gondor y Arnor.

## Creación
El personaje de Lúthien fue creado por J. R. R. Tolkien en 1917, año en el que escribió «El cuento de Tinúviel»; este relato, protagonizado por ella, sería recogido mucho después por Christopher Tolkien en la segunda parte de El libro de los cuentos perdidos. En él se presenta a Lúthien, quien en su primera versión se llama Tinúviel, como un hada hija de Tinwë Linto o Tinwelint (más tarde rebautizado como Thingol) y de Wendelin o Gwendeling (futura Melian); Daeron, o Dairon como se llama en el cuento, es presentado como su hermano y ya en esta primera versión de la historia se hace referencia a las escapadas de ambos por el bosque para cantar y bailar.

## Edith Tolkien
La historia de Lúthien fue muy querida por su autor, que llegó a grabar el nombre de Lúthien en la tumba de su esposa, Edith Mary Tolkien, y dejó instrucciones para que se colocara el nombre de Beren en la suya. Tolkien murió dos años después de su esposa y fue enterrado en la misma tumba con ella. Su piedra funeraria en el cementerio de Wolvercote, a las afueras de Oxford tiene una inscripción que dice:
LÚTHIEN

1889 – 1971
JOHN RONALD

REUEL TOLKIEN

BEREN